# Rychnovek
Rychnovek település Csehországban, Náchodi járásban. Rychnovek Dolany, Šestajovice, Velká Jesenice, Říkov és Jaroměř településekkel határos. Lakosainak száma 740 fő (2024. január 1.).

## Népesség
A település lakosságának változását az alábbi diagram mutatja:
| Lakosok száma | 890  | 998  | 968  | 700  | 641  | 586  | 626  | 643  | 641  | 740  |
|               | 1869 | 1890 | 1921 | 1950 | 1980 | 2001 | 2017 | 2019 | 2022 | 2024 |